# Secessão econômica
Secessão econômica é um termo que John T. Kennedy introduziu em referência à técnica ativista anarcocapitalista. Keneddy e outros sugeriram que as pessoas que se opõem ao Estado devem se abster de seu sistema econômico tanto quanto for possível. Como sugestão é possível, por exemplo, substituir o uso de dinheiro do governo com a troca ou o dinheiro das commodities (como o ouro), fornecer bens e serviços sem se submeter a regulamentações governamentais e licenciamentos etc. Wendell Berry pode ter cunhado o termo "secessão econômica" e promovido sua própria versão em seu ensaio de 1991, Conservation and Local Economy. John T. Kennedy usou o termo para se referir a toda ação humana que é proibida pelo estado  e explica a secessão econômica como evasão fiscal ou recusa em seguir regulamentos como um método para reduzir o controle governamental.
Samuel Edward Konkin III usou o termo "contraeconomia" para se referir a um conceito similar, escrevendo que "a contraeconomia é a soma de toda ação humana que é proibida pela Estado, na sua totalidade ou em parte".
A secessão econômica tira o governo da equação na tomada de decisões econômicas. A negociação acontece por meio de pagamento em espécie, dinheiro e permuta. 
A secessão econômica é uma forma de os indivíduos retirarem suas riquezas por razões econômicas e políticas. Se os indivíduos discordam do uso do dinheiro dos impostos para financiar uma agenda política, eles usam a secessão econômica como meio de protestar em particular contra o controle do governo em suas vidas. A opinião de que o governo está muito envolvido na sociedade estimula os indivíduos a se retirarem economicamente e a verem sua retirada do sistema de governo como uma postura moral. 

## Elisão e evasão fiscais
A secessão econômica pode envolver a evasão fiscal legal e ilegal, como negócios clandestinos, mercados negros e conexões offshore. Existem cerca de sessenta locais offshore para investidores ricos esconderem seu dinheiro, incluindo locais no Caribe, Ilha do Canal, Suíça e Lichtenstein. Outra tática empregada é a criação de uma identidade secreta onde uma pessoa atua em nome do indivíduo ou confiança. Enganar o sistema transferindo dinheiro por meio de vários pagamentos abaixo do valor reportável de US $ 10.000 é outra maneira de passar despercebido. Alguns sonegadores de impostos retiram cartões de crédito com uma identidade ligada a uma empresa offshore. Transferir dinheiro abrindo uma conta bancária em um local que não esteja conectado ao local onde eles confiam está registrado é outra maneira de permanecer anônimo. 
Como os "secessionistas" não pagam impostos, eles se retiram não apenas financeiramente, mas socialmente. Se você quiser desfrutar da riqueza que abriga, ela se tornará visível e o governo acabará percebendo sua riqueza e você pagará impostos. Se o seu dinheiro permanecer oculto, você terá sucesso em sua secessão, mas não poderá usá-lo para troca.  A troca de bens e dinheiro cria o fluxo de energia dentro de um sistema econômico. “Na sociedade, inicialmente a inovação impulsiona as mudanças e a inovação cria os blocos de construção que permitem os próximos estágios de desenvolvimento social e econômico.”  Se indivíduos ou empresas diminuem seus gastos com inovação, a energia para o sistema econômico diminuirá. A secessão econômica retira o capital que leva à inovação e à prosperidade econômica da sociedade.